# Ephippiger zelleri
Ephippiger zelleri is een rechtvleugelig insect uit de familie van de sabelsprinkhanen (Tettigoniidae). De wetenschappelijke naam van deze soort is voor het eerst voorgesteld door Leopold Heinrich Fischer in een publicatie uit 1853.
Deze soort komt voor in Midden-Italië.